# Karl Dietrich von Gemmingen
Karl Dietrich von Gemmingen (* 14. Januar 1583; † 12. November 1629) war Grundherr in Steinegg.

## Leben

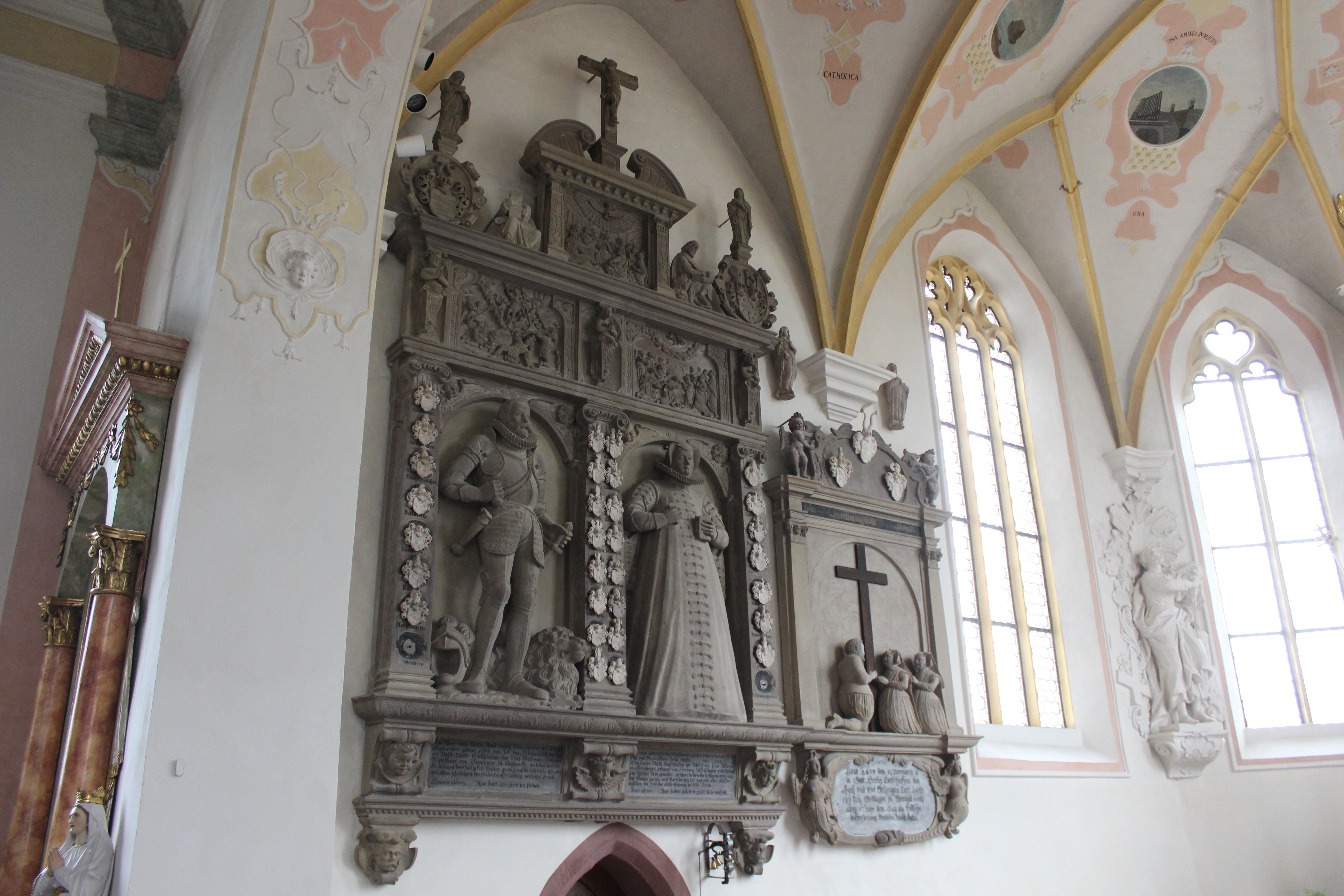
Grabmal Karl Dietrichs in der Neuhausener Pfarrkirche (rechts)

Er war ein Sohn des baden-durlachschen Rats Wolf Dietrich von Gemmingen (1550–1601) und der Ursula von Neuneck (1560–1626). Er erbte den Familienbesitz in Steinegg, der bei der Erbteilung seines Urgroßvaters Dietrich VIII. von Gemmingen zunächst an einen anderen Familienzweig der Gemmingen-Steinegg gekommen war, der mit Hans Pleikard von Gemmingen 1603 erlosch. Markgraf Georg Friedrich von Baden-Durlach entschied 1615 einen Streit zwischen Karl Dietrich von Gemmingen und den Gemeinden Schellbronn und Hohenwarth über das Hauen von Eichen und Weidgangsstreitigkeiten.
Er starb 1629 an einem Schlaganfall. Sein Grabmal ist in der Kirche St. Urban und Vitus in Neuhausen erhalten.

## Familie
Er war verheiratet mit Maria Crescentia von Neuhausen († 1621) und ging nach deren Tod eine zweite Ehe mit Susanna von Stotzingen ein. Susanna heiratete nach Karl Dietrichs Tod Rudolf von Dietrichstein, der 1644 Anspruch auf Teile der Hochzeitsgüter erhob.
Nachkommen:
- Wolf Christoph (1613–1635), Kanoniker in Eichstätt
- Anna Elisabetha (* 1615) ⚭ Friedrich Zobel von Giebelstadt
- Anna Maria (1616–1674), Nonne in Edelstetten
- Anna Katharina (* 1620)
- Karl (1621–1649), Kanoniker in Eichstätt
- Bernhard († 1653) ⚭ Ursula von Reichlin-Meldegg († 1649), Franziska Gräfin von Fugger († 1675)
- Eitel Dietrich (1629–1689) ⚭ Regina Francisca von Stein zum Rechtenstein